# Friedrich Heinrich Loschge
Friedrich Heinrich Loschge (* 16. Februar 1755 in Ansbach; † 29. September 1840 in Erlangen) war ein deutscher Mediziner und Hochschullehrer.

## Leben
Der Sohn des Wirts und Weinhändlers Johann Georg Loschge; bereits in seiner Kinderheit verlor er seine Eltern.
Dank seiner Verwandten erhielt er einen ersten Unterricht durch Privatlehrer und besuchte das Gymnasium (heute: Gymnasium Carolinum) seiner Heimatstadt Ansbach; seine dortigen Lehrer waren unter anderem Johann Matthias Gesner und Nicolaus Schwebel.
Er studierte ab 1775 anfangs Theologie wechselte dann jedoch im zweiten Semester zur Medizin an der Universität Erlangen und hörte Vorlesungen bei Heinrich Friedrich Delius, Johann Christian von Schreber und Johann Philipp Julius Rudolph. Er setzte das Studium  ab 1777 in Straßburg fort und hörte dort die Vorlesungen unter anderem bei Jacob Reinbold Spielmann, Johann Friedrich Lobstein und Johann Hermann. Anschließend ließ er sich 1779 als praktischer Arzt in seiner Heimatstadt Ansbach nieder, hierbei beeinflusste Friedrich von Wendt seine weitere wissenschaftliche Ausbildung. Im Februar 1780 promovierte er mit seiner Dissertation De medicina obstetricia agente et expectante dissertatio inauguralis in Erlangen zum Dr. med. 1784 wurde er außerordentlicher Professor der Medizin und Prosektor in Erlangen, 1793 wurde er als Nachfolger des verstorbenen Jacob Friedrich Isenflamm ordentlicher Professor für Anatomie und Physiologie, den er bereits seit 1792 vertrat. 
Durch seine Bemühungen gelang es ihm das anatomische Theater mit einer Sammlung von Präparaten auszustatten, dazu wurde der Etat 1804 auf Befehl des preußischen Königs Friedrich Wilhelm III. von 145 Gulden auf 200 Gulden erhöht und die Universität erhielt, auf dessen Weisung, ein anatomisch-pathologisches Museum, mit einem jährlichen Etat von 250 Gulden.
Am 21. Dezember 1823 wurde er durch die bayerischen König Maximilian I. Joseph zum Hofrat ernannt. 
Wegen Schwerhörigkeit wurde er vorzeitig emeritiert.
Loschge war Mitglied der Logen Libanon zu den Drei Zedern und Alexander Zu den Drei Sternen (1781 belegt) in Ansbach.
Am 3. Januar 1792 wurde Friedrich Heinrich Loschge mit dem akademischen Beinamen Clitarchus unter der Matrikel-Nr. 940 als Mitglied in die Deutsche Akademie der Naturforscher Leopoldina aufgenommen.

## Schriften
- De medicina obstetricia agente et expectante dissertatio inauguralis. Erlangen 1780.
- De commodis quibusdam, ex singulari infantum calvariae structura oriundis. Erlangen 1785.
- De symmetria humani corporis, inprimis sceleti commentatio anatomica. Erlangen 1793.
- De sceleto hominis symmetrico commentario anatomica. Erlangen 1795.
- Die Knochen des menschlichen Körpers und ihre vorzüglichsten Bänder (1789–1796, 2. Auflage 1804–1807)